# Syukuran Aminuddin Amir Airport
Syukuran Aminuddin Amir Airport är en flygplats i Indonesien. Den ligger i den nordöstra delen av landet, 1 900 km öster om huvudstaden Jakarta. Syukuran Aminuddin Amir Airport ligger 17 meter över havet.
Terrängen runt Syukuran Aminuddin Amir Airport är huvudsakligen kuperad, men åt nordost är den platt. Havet är nära Syukuran Aminuddin Amir Airport åt sydost.  Närmaste större samhälle är Luwuk, 9,8 km norr om Syukuran Aminuddin Amir Airport. 